# Cetina
Cetina er en flod i det centrale Dalmatien i Kroatien. Den har en total længde på 105 km-er med et afvandingsområde på 3 700 km². Den har et fald på 385 meter fra kilden til udløbet i Adriaterhavet.

## Geografi og geologi
Cetina har sit udspring på nordvestsiden af bjergkæden Dinara nær en lille landsby kaldt Cetina, 7 km nord for Vrlika. Den løber 105 km før den munder ud i Adriaterhavet. Peručasjøen, en stor, kunstig sø begynder nær Vrlika, og dannedes af en dæmning 25 km længere nede. Cetina løber over de nedre dele af karstsletten (Polje) Sinj, rundt om bjerget Mosor før den munder ud i Adriaterhavet ved byen Omiš.
Den sidste del af Cetina har et relativt stort fald, og her er det bygget flere store vandkraftværker. Vandet tappes også på flasker som Cetina.
Floden har en årlig middelvandføring på omtrent 105 m3/s, som følge af den årlige nedbørsnormal på 1.380 mm. Floden grænser op mod De dinariske Alper i øst, som stiger til en højde på 2.000 meter, og i nordvest af fjeldet Svilaja. Det meste af afvandingsområdet har kalkholdig sten fra kridtiden, hovedsagelig kalksten. Sten fra trias og juratiden er også en del af området og inkluderer dolomit og flysch.